# العلاقات الجورجية الصربية
العلاقات الجورجية الصربية هي العلاقات الثنائية التي تجمع بين جورجيا وصربيا.

## مقارنة بين البلدين
هذه مقارنة عامة ومرجعية للدولتين:
| وجه المقارنة                                              | جورجيا                          | صربيا                                                      |
| --------------------------------------------------------- | ------------------------------- | ---------------------------------------------------------- |
| المساحة (كم2)                                             | 69.70 ألف                       | 88.36 ألف                                                  |
| عدد السكان (نسمة)                                         | 3.72 مليون                      | 7.02 مليون                                                 |
| الكثافة السكانية (ن./كم²)                                 | 53.37                           | 79.45                                                      |
| العاصمة                                                   | تبليسي، كوتايسي                 | بلغراد                                                     |
| اللغة الرسمية                                             | اللغة الجورجية، اللغة الأبخازية | اللغة الصربية                                              |
| العملة                                                    | لاري جورجي                      | دينار صربي                                                 |
| الناتج المحلي الإجمالي (بليون دولار)                      | 15.16 مليار                     | 41.43 مليار                                                |
| الناتج المحلي الإجمالي (تعادل القوة الشرائية) بليون دولار | 35.68 مليار                     | 100.13 مليار                                               |
| الناتج المحلي الإجمالي الاسمي للفرد دولار أمريكي          | 3.79 ألف                        | 5.24 ألف                                                   |
| الناتج المحلي الإجمالي للفرد دولار أمريكي                 |                                 | 13.59 ألف                                                  |
| مؤشر التنمية البشرية                                      | 0.754                           | 0.771                                                      |
| رمز المكالمات الدولي                                      | +995                            | +381                                                       |
| رمز الإنترنت                                              | .ge، .გე ‏                       | .rs، .срб ‏                                                 |
| المنطقة الزمنية                                           | ت ع م+04:00                     | توقيت وسط أوروبا، ت ع م+01:00، ت ع م+02:00، أوروبا/بلغراد ‏ |

## مدن متوأمة
في ما يلي قائمة باتفاقيات التوأمة بين مدن جورجية وصربية:
- ترتبط كوتايسي مع ليسكوفاتس باتفاقية توأمة منذ 1997.[14][14][14][15]
- ترتبط New Athos [الإنجليزية]‏ مع Sremski Karlovci [الإنجليزية]‏ باتفاقية توأمة منذ 23 ديسمبر 2014.

## منظمات دولية مشتركة
يشترك البلدان في عضوية مجموعة من المنظمات الدولية، منها:
| علم المنظمة | اسم المنظمة                             | تاريخ انضمام جورجيا | تاريخ انضمام صربيا |
| ----------- | --------------------------------------- | ------------------- | ------------------ |
|             | يونسكو                                  | 7 أكتوبر 1992       | 20 ديسمبر 2000     |
|             | الفريق المعني برصد الأرض                | ?                   | ?                  |
|             | مؤسسة التمويل الدولية                   | 29 يونيو 1995       | 25 فبراير 1993     |
|             | مجلس أوروبا                             | 27 أبريل 1999       | 3 أبريل 2003       |
|             | مؤسسة التنمية الدولية                   | 31 أغسطس 1993       | 25 فبراير 1993     |
|             | منظمة الأمن والتعاون في أوروبا          | 24 مارس 1992        | 3 يونيو 2006       |
|             | المنظمة الأوروبية لسلامة الملاحة الجوية | 2012                | 2005               |
|             | الاتحاد البريدي العالمي                 | ?                   | ?                  |
|             | الاتحاد الدولي للاتصالات                | 7 يناير 1993        | 1 يونيو 2001       |
|             | منظمة التعاون الاقتصادي للبحر الأسود    | 25 يونيو 1992       | 1 أبريل 2004       |
|             | الأمم المتحدة                           | 31 يوليو 1992       | 1 نوفمبر 2000      |
|             | البنك الدولي للإنشاء والتعمير           | 7 أغسطس 1992        | 25 فبراير 1993     |
|             | المنظمة الهيدروغرافية الدولية           | ?                   | ?                  |

## وصلات خارجية
- موقع وزارة الخارجية الجورجية
- موقع وزارة الخارجية الصربية